# Part interessada
|  | No s'ha de confondre amb Lobby, Grup d'interès, o Esfera d'influència. |

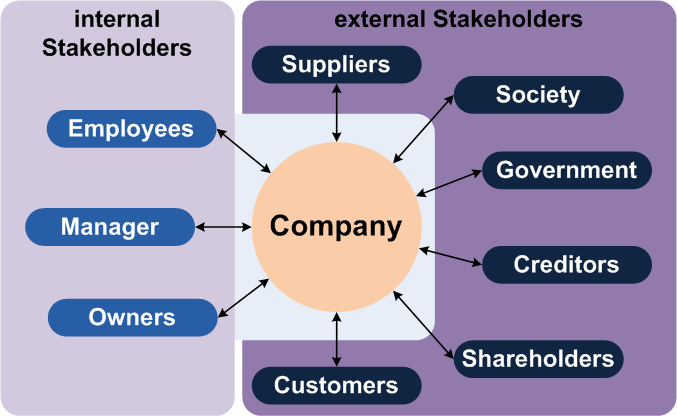
La imatge mostra els grups d'interès típics d'una empresa. Els grups d'interès es divideixen en grups d'interès interns i externs.

El terme part interessada (de l'anglès stakeholder, també anomenat públic interessat en català o el també habitual al món de l'empresa grup d'interès) va ser utilitzat per primera vegada, en el seu equivalent anglès, a l'Stanford Research Institute l'any 1963. Es van definir els stakeholders com "aquells grups sense el suport del qual l'empresa o organització deixaria d'existir".
R. E. Freeman dona una altra definició en la seva obra Strategic Management: A Stakeholder Approach (Pitman, 1984) per a referir-se "als qui poden afectar o són afectats per les activitats d'una empresa", i desenvolupa la que s'ha vingut a anomena "Teoria de l'Stakeholder" (Stakeholder Theory en anglès).
Aquests grups o individus són els públics interessats ("stakeholders"), que segons Freeman han de ser considerats com un element essencial en la planificació estratègica de negocis.
La traducció d'aquesta paraula ha generat bastants debats en fòrums d'Internet, encara que són diversos els especialistes que consideren que la definició més correcta de stakeholder és part interessada, és a dir, qualsevol persona o entitat que és afectada per les activitats d'una organització, per exemple, els treballadors d'aquesta organització, els seus accionistes, les associacions de veïns, sindicats, organitzacions civils i governamentals, etc. Podem trobar dos públics distints:
- Parts interessades internes: treballadors, accionistes (shareholders), directius...
- Parts interessades externes: proveïdors, distribuïdors, clients, polítics...

## Parts interessades de l'empresa
- Accionistes
- Associacions empresarials, industrials o professionals
- Clientela
- Competència
- Comunitats on l'empresa té operacions: associacions veïnals
- Propietaris
- Personal
- Govern nacional
- Governs locals
- Governs provincials
- Inversors
- ONGs
- Proveïdors, venedors i subcontractes a l'empresa
- Sindicats
- Família

Totes aquestes parts interessades treuen beneficis o sofreixen danys com a resultat de les accions de la mateixa empresa.

## Stakeholders en Sistemes
També anomenats interessats o involucrats en un problema que necessiten una solució òptima.
Des del punt de vista del desenvolupament de sistemes, un Stakeholders és aquella persona o entitat que està interessada en la realització d'un projecte o tasca, afavorint-lo mitjançant el seu poder de decisió o de finançament.